# Strumento di calcolo
Uno strumento di calcolo è uno strumento utile, in modo specifico, nell'esecuzione di calcoli matematici. Gli strumenti di calcolo più semplici sono reperiti in natura. Gli strumenti di calcolo più complessi sono congegni costruiti dall'uomo.

## Tipologie
Le tipologie di strumenti di calcolo sono molto varie. Quelle più semplici sono rappresentate da strumenti che hanno una funzione soltanto ausiliare: l'uomo mantiene un ruolo prioritario nell'esecuzione del calcolo matematico. Gli strumenti di calcolo più complessi sono invece in grado di sostituire completamente l'uomo nell'esecuzione del calcolo matematico. La più efficiente tipologia di strumento di calcolo, per quanto riguarda sia il tempo di esecuzione del calcolo matematico che la complessità del calcolo matematico, è la macchina da calcolo.

### Macchina da calcolo
Una macchina da calcolo è una macchina utile, in modo specifico, nell'esecuzione di calcoli matematici. Si possono distinguere due grandi categorie di macchine da calcolo: le macchine da calcolo non automatizzate e le macchine da calcolo automatizzate. In particolare, nel corso della storia, sono state realizzate sia macchine da calcolo solo in parte automatizzate, sia macchine da calcolo completamente automatizzate. Le macchine da calcolo più efficaci nel sostituire l'uomo, quando è impegnato nell'esecuzione di un calcolo matematico, sono ovviamente le macchine da calcolo completamente automatizzate. Le principali tipologie di macchine da calcolo non automatizzate sono l'abaco, il regolo calcolatore e il compasso di proporzione. Le principali tipologie di macchine da calcolo automatizzate sono la calcolatrice e il computer. Queste ultime due tipologie di macchine da calcolo non sono però completamente disgiunte: una macchina da calcolo automatizzata in grado di eseguire complessi calcoli numerici è sia una calcolatrice che un computer. Nella sua realizzazione più evoluta il computer è la macchina da calcolo più complessa e, in assoluto, anche lo strumento di calcolo più complesso. Non tutte le macchine da calcolo sono in grado di eseguire calcoli matematici: una macchina da calcolo ad esempio può anche svolgere la sola funzione di memorizzazione dei dati del calcolo matematico. Un esempio di tale macchina da calcolo è l'abaco. Una macchina da calcolo in grado di eseguire calcoli matematici è chiamata "calcolatore".

### Strumenti di calcolo meccanici
Gli strumenti di calcolo meccanico, ora sostituiti da quelli elettronici, permettono di eseguire una o più operazioni aritmetiche (addizione, sottrazione, moltiplicazione e divisione) in modo automatico, grazie a meccanismi azionati a mano o da un motore elettrico. Le operazioni vengono eseguite grazie a ingranaggi, leveraggi o cremagliere. Il loro utilizzo era molto diffuso fin verso il 1970.
Queste macchine possono essere classificate in vari modi. Innanzitutto, bisognerebbe distinguere tra strumenti meccanici "a cifra esatta" (ora diremmo digitali) e "grafici" (analogici). Ma, al momento, la sezione grafico-analogica non è ancora stata scritta.

### Strumenti di calcolo elettronici
Gli strumenti di calcolo elettronici sono strumenti di calcolo basati su dispositivi elettronici.

## Storia
I primi strumenti di calcolo sono stati reperiti in natura e avevano la semplice funzione di materializzare i dati su cui viene svolto un calcolo matematico. Molto probabilmente le dita delle mani sono state il primo strumento di calcolo della storia. Fin dall'antichità più remota, venivano usati anche piccoli oggetti: aggiungerne o toglierne da un mucchietto significava sommare o sottrarre. In epoca storica, i Sumeri utilizzavano delle piccole pietre, i Dalmati delle piccole ossa, altri usavano conchiglie. Indipendentemente, varie culture introdussero modi per razionalizzare questi strumenti. I più conosciuti sono le varie forme di abaco. Gli  Incas utilizzavano, in modo simile, dei nodi distribuiti su cordicelle: i quipu.  Il più antico oggetto lavorato dall'uomo, di cui si ha notizia e si suppone essere stato utilizzato come strumento di calcolo, è Osso di Lebombo. Si tratta di un osso di babbuino con incise 29 tacche. È stato datato intorno al 35 000 a.C. Molto noto è l'Osso d'Ishango, datato intorno al ̼20 000 a.C. e conservato presso il Museo di Storia Naturale di Bruxelles. La sua notorietà è dovuta al fatto che dimostrerebbe la conoscenza dei numeri primi in epoca così remota. Tutti questi oggetti sono essenzialmente poco più che dei validi aiuti nell'eseguire somme e sottrazioni, lasciando molti compiti all'operatore. Tra i primi strumenti meccanici che aiutano nell'esecuzione di calcoli più complessi, possiamo ricordare la più antica Macchina di Anticitera, risalente al II secolo a.C., e i bastoncini di Nepero, risalenti al XVII secolo. Questi possono essere considerati gli antenati delle due grandi famiglie di strumenti di calcolo: i calcolatori analogici e quelli digitali. Oggi si tende a dimenticare l'importanza storica dei calcolatori analogici. Alcuni di essi, come il Compasso proporzionale e il Regolo calcolatore, ebbero invece una grandissima diffusione. Altri, invece, raggiunsero un'enorme complessità e la capacità di risolvere efficientemente equazioni differenziali, di diverso grado, come l'Analizzatore differenziale di  H. W. Nieman e Vannevar Bush del 1927.